# Societat del Born

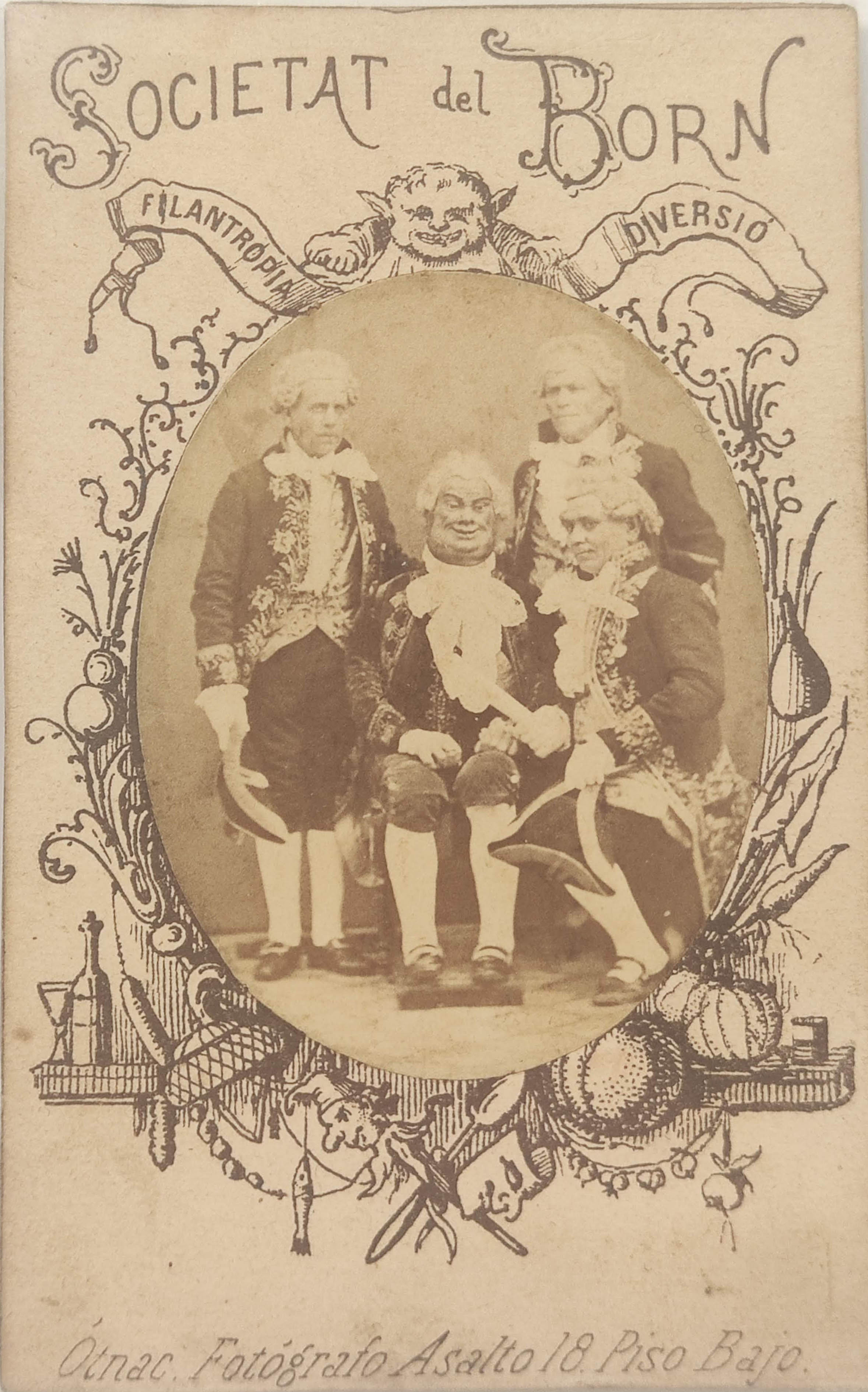

La Societat del Born fou una entitat recreativa fundada a Barcelona el 1858 que amb el lema “filantropia i diversió” fou l'encarregada d'organitzar els carnavals barcelonins. Mantingué les seves activitats fins al 1874 i es va dissoldre definitivament el 1876.
Fundada per Sebastià Junyent i Comes, conegut per “l'espardenyer del Born”, en foren socis alguns veïns del barri del Born i és remarcable la presència de Rossend Arús i Arderiu. D'entre els carnavals organitzats per l'entitat en destaca el de 1860, que coneixem gràcies al llibre de Josep Anselm Clavé Camps i J. M. Torres.
Al Museu d'Història de la Ciutat de Barcelona es conserva l'estendard de la Societat del Born, on figura brodat el lema de la institució i la frase “amor a la pàtria, sempre catalans”. D'altra banda, bona part dels documents emesos per l'entitat es poden consultar a la Biblioteca Nacional de Catalunya i a l'Arxiu Històric de la Ciutat de Barcelona.